# Стефан Новосијатељ
Прободобни Стефан Новосијатељ је хришћански светитељ из 9. века.
Рођен је у Цариграду, од оца Захарије и мајке Теофаније. Његов отац Захарије је био свештеник Цркве Свете Софије у Цариграду у време патријарха Методија.
Замонашио се у својој 18 години при цркви Светог апостола Петра. Био је веом привржен подвигу поста и молитве.
Већи део живота и службе Богу провео је у цркви Светог мученика Антипе. У његовим житијама стоји, да су му се лично обраћали свети апостол Петар и свети мученик Антипа, да је храну узимао два пута недељно, и то само зеље непосољено.
Умро је 829. године у 73. години свога земног живота.